# Мімик
Мімик (Donacobius atricapilla) — вид горобцеподібних птахів монотипової родини Donacobiidae. Раніше вид включали до родини пересмішникових (Mimidae).

## Поширення
Птах поширений у Південній Америці. Трапляється у Бразилії, Болівії, Парагваї, Перу, Колумбії, Венесуелі, Суринамі, Французькій Гвіані, Гаяні, на півночі Аргентини, на сході Еквадору та на півдні Панами.

## Опис
Птах завдовжки 23 см з чорною головою, коричневими спиною та хвостом, помаранчево-жовтим черевом. Очі помаранчеві.